# Franz von Soxhlet
Franz Ritter von Soxhlet (Brünn, 12 gennaio 1848 – Monaco di Baviera, 5 maggio 1926) è stato un chimico tedesco.

## Biografia
Inventò l'Estrattore Soxhlet nel 1879 e nel 1886 (quattro anni dopo la scoperta da parte di Robert Koch del batterio della tubercolosi) propose che la pastorizzazione fosse applicata anche al latte che all'epoca veniva consumato principalmente crudo ed era la causa di molte morti per diarrea a causa della proliferazione dei batteri. 
L'estrattore deriva da uno strumento inventato dall'alchimista Maria l'ebrea. Anche il chimico Anselme Payen sperimentò in quest'ambito all'inizio del 1800.

Estrattore Soxhlet